# أككيرمانوفكا
أككيرمانوفكا (بالروسية: Аккермановка) هي مدينة في مقاطعة أورنبرغ أوبلاست في روسيا.